# L4
L4 là tàu bay vào quỹ đạo Mặt Trăng do Sergey Korolev đề xuất vào tháng 1 năm 1960. Tuy nhiên kế hoạch này đã bị hủy bỏ.
Trong một lá thư gửi ủy ban trung ương đảng của đảng cộng sản Liên Xô tháng 1 năm 1960, Korolev đã đề ra một chương trình chinh phục không gian trong đó phát triển một tên lửa hạng nặng có thể mang trọng tải tới 60 – 80 tấn lên quỹ đạo gọi là N1. Trong số các trọng tải có thể sử dụng cho loại tên lửa mới này trong giai đoạn 1963 – 1965 Korolev đưa ra một loại tàu vũ trụ gọi là L4 có thể mang 2 hay 3 phi hành gia bay tới Mặt Trăng, đi vào quỹ đạo của Mặt Trăng và quay trở về Trái Đất. Nó sẽ có khối lượng từ 10 tới 12 tấn trên quỹ đạo Mặt Trăng và khoảng 2 tới 3 tấn sẽ quay trở về Trái Đất. L4 sẽ lớn khoảng gấp đôi tàu đi vòng quanh Mặt Trăng L1, một đề xuất khác của Korolev. Tuy nhiên trong nghị định cuối cùng đưa ra ngày 23 tháng 6 năm 1960 thông qua dự án phác thảo L1 và tên lửa đẩy N1 không hề đề cập đên một tàu vào quỹ đạo Mặt Trăng phóng bởi N1 nào.